# Onze-Lieve-Vrouw-ten-Rodekapel

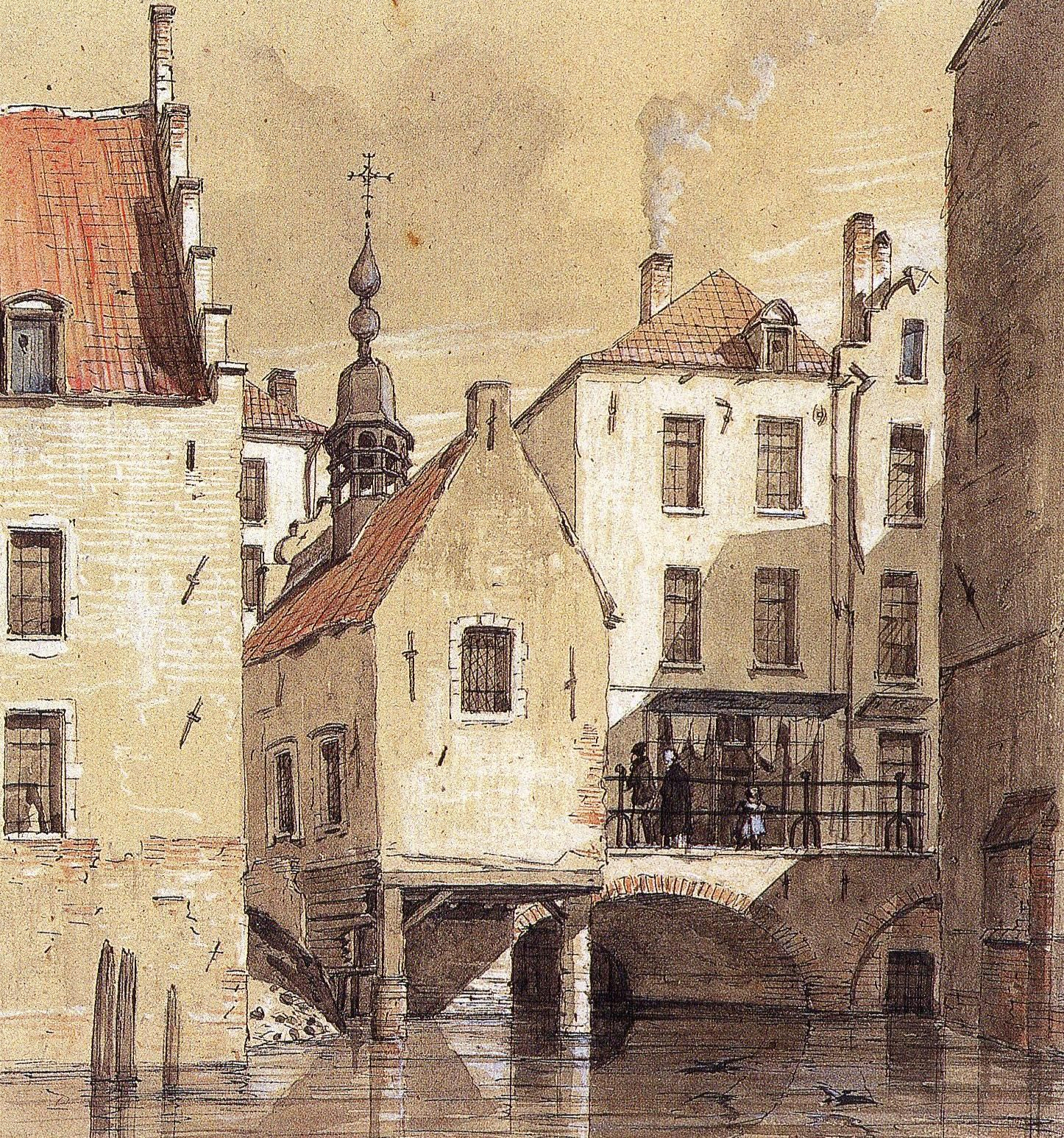
De kapel kort voor afbraak op een schilderij van Jean Baptiste Van Moer uit 1870

De Onze-Lieve-Vrouw-ten-Rodekapel is een voormalige kapel aan de Anderlechtsesteenweg in Brussel. De achterzijde ervan stond op pijlers in het Zinneke.

## Geschiedenis
Buiten de eerste omwalling, bij de brug van de Anderlechtsesteenweg over het Zinneke, stond een staak Ten Cruyskene, die na de bouw van de Anderlechtsepoort binnen de stadsmuren kwam te liggen. Op een niet nader bekend tijdstip werd in deze buurt, naast de brug over het Zinneke, een kapel opgericht. Daarin werd Onze-Lieve-Vrouw ten Cruyskene vereerd. 
Tijdens een roodvonkepidemie werd het Mariabeeld van de kapel op 25 augustus 1538 in processie naar de Sint-Gorikskerk gedragen. Voortaan sprak men van Onze-Lieve-Vrouw ten Rode en werd de processie elk jaar georganiseerd door een aan de kapel verbonden broederschap. Rond de kapel groeide vooral vanaf de 18e eeuw een levendige volksbuurt, voor wie het jaarlijkse hoogtepunt de driedaagse kermis rond de processie was. 
Door de overwelving van de Zenne is de kapel tegen 1880 afgebroken. Het Mariabeeld uit het laatste kwart van de 15e eeuw, dat op een onbekend tijdstip in de Sint-Gorikskerk was terechtgekomen, werd na de sloop van die kerk overgebracht naar de Onze-Lieve-Vrouw van Goede Bijstandkerk. Een ander, 18e-eeuws Mariabeeld uit de kapel wordt bewaard in de Onze-Lieve-Vrouw-ter-Rijke-Klarenkerk.